# Agnès Sorel
 (mars 2012).
Cet article possède un paronyme, voir Agnès Soral.
Pour les articles homonymes, voir Sorel.
Agnès Sorel, née vers 1422 et morte le 9 février 1450 au Mesnil-sous-Jumièges, est une demoiselle d'honneur d'Isabelle Ire de Lorraine, épouse de René d'Anjou. Elle devient en 1443 la favorite du roi de France Charles VII, à qui elle donne trois filles qui seront légitimées comme princesses de France et mariées à des grands seigneurs de la cour. Elle meurt avant l'âge de vingt-huit ans, après avoir donné naissance à une quatrième fille qui n'a pas survécu.

## Jeunesse
Selon les historiens, Agnès Sorel serait née, soit à Coudun, près de Compiègne en Picardie, soit à Fromenteau, paroisse d'Yseures en Touraine.
Son père, Jean Sorel, ou Soreau, est châtelain et seigneur de Coudun. Il épouse Catherine de Maignelay, fille de Jean Tristan de Maignelay, châtelain et seigneur de Verneuil-en-Bourbonnais, et de Marie de Jouy.
Agnès, issue d'une famille noble d'ancienne extraction, a quatre frères : Charles (né avant 1428), écuyer d'hôtel du roi ; Louis, écuyer ; André, chanoine à Paris (1452), et Jean, seigneur de Saint-Gérand. Certains membres de la famille ne sont pas inconnus des historiens : Geoffroy Soreau, son frère ou son cousin, plus probablement son oncle, fut évêque de Nîmes de 1450 à 1453, puis de Châlons de 1453 à 1503, et Jean de Maignelay, capitaine gouverneur de Creil.
Issue donc de la petite noblesse, c’est en Picardie qu’elle reçut une éducation soignée. On pense qu'elle aurait vécu au château de Maignelay-Montigny et que, selon l'usage qui était d'envoyer les jeunes demoiselles parfaire leur formation dans la haute aristocratie, on la prépara à occuper à la cour la charge enviée de demoiselle de compagnie d'Isabelle, duchesse de Lorraine, reine de Sicile et femme du roi René, beau-frère de Charles VII. Cette charge n'était pas convoitée pour les avantages matériels qu’elle procurait : Agnès Sorel, placée à la cour de Lorraine vers l'âge de quinze ans, ne recevait que dix livres par an, contrairement à d'autres demoiselles de cette cour, telle Catherine de Serocourt, cousine de Jean de Serocourt, capitaine de Tarascon, qui se voyait octroyer la somme de quinze livres tournois. Elle lui était destinée dès son plus jeune âge du fait de sa naissance et des recommandations dont elle bénéficiait.
Selon les commentateurs, qui s'appuient sur les chroniques de Monstrelet ou de Jean Chartier, la rencontre entre la jeune femme et le roi, impressionné par sa beauté, a lieu à Toulouse le 19 mars 1443, lorsque Charles reçoit en grand cérémonial son beau-frère René et Isabelle de Lorraine dans la suite desquels Agnès paraît pour la première fois, ou bien à Saumur en septembre 1443,.

## À la cour

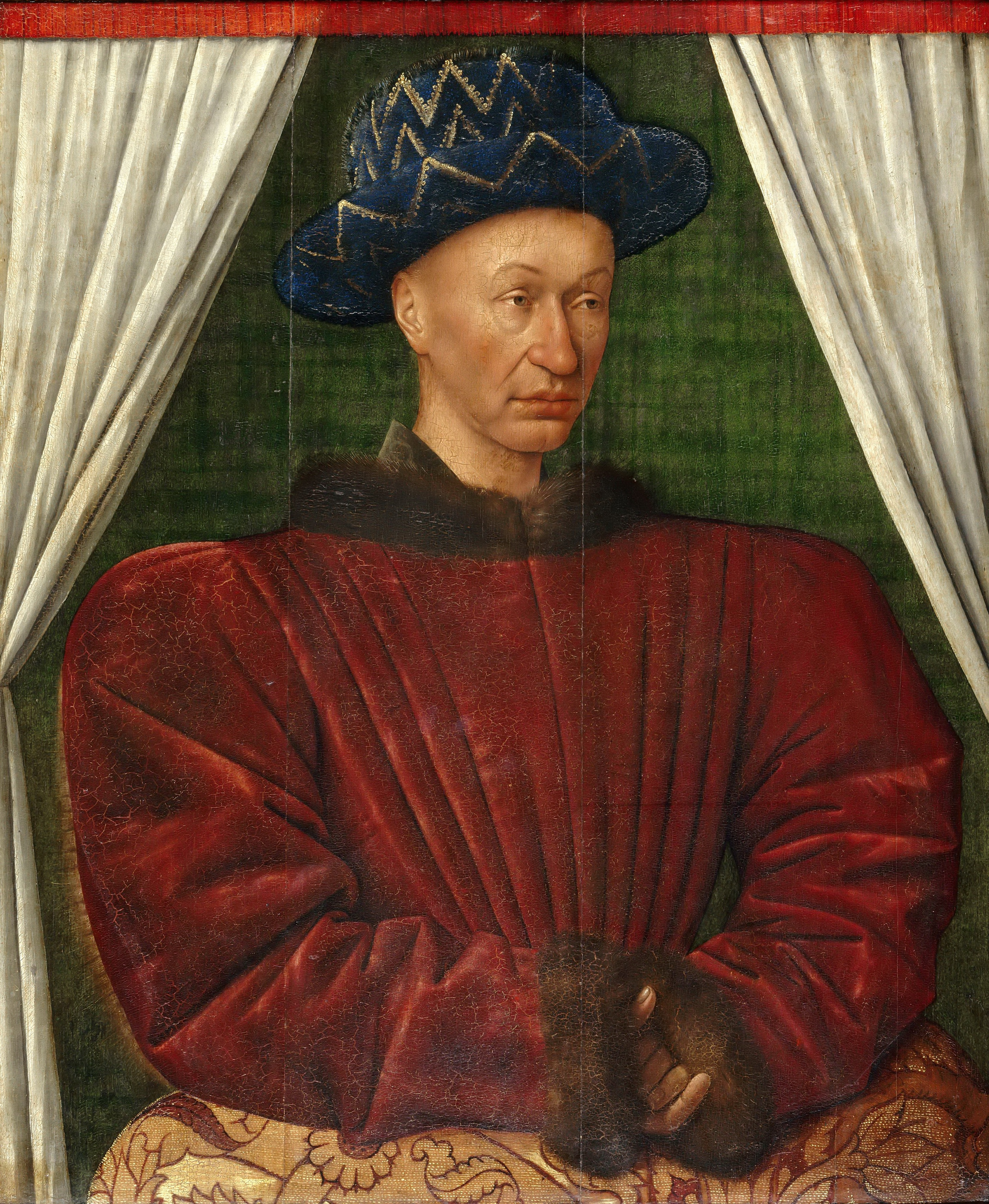
Portrait de Charles VII (roi de France), par Jean Fouquet, vers 1445 ou 1450, musée du Louvre.

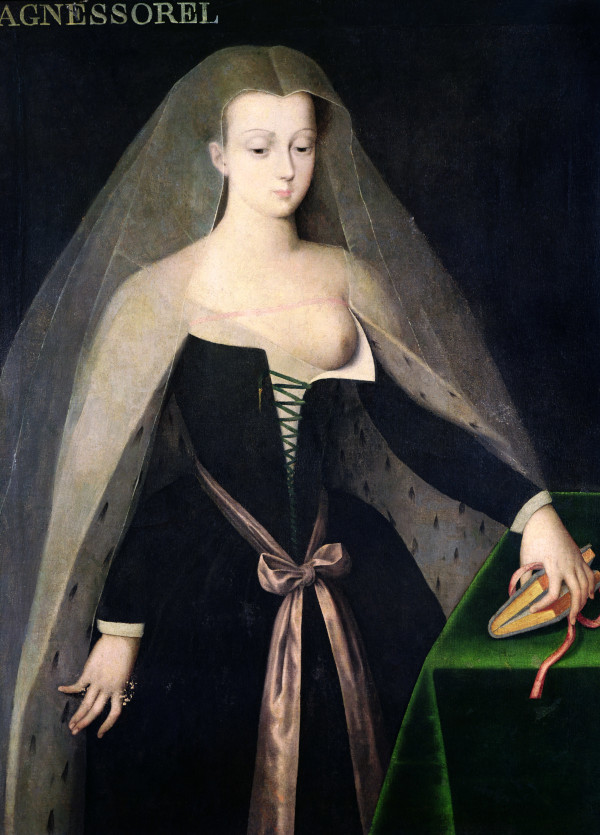
Portrait d'Agnès Sorel d'après Jean Fouquet, collection particulière.

Le roi de France, Charles VII, de vingt ans son aîné, la fait entrer au service de la maison angevine en 1444 pour la rapprocher de lui. Officiellement, elle est demoiselle de la maison de la reine Marie d'Anjou.
Après avoir cédé à la cour de Charles VII, elle passe au rang de première dame officieuse du royaume de France puis gagne rapidement le statut de favorite officielle, ce qui est une nouveauté : les rois de France avaient jusque-là des maîtresses mais elles devaient rester dans l'ombre. Charles VII a d'ailleurs eu d'autres maîtresses, mais elles n'ont pas eu l'importance d'Agnès Sorel.
C'est durant le séjour de Charles VII à Nancy, capitale du duché de Lorraine, lors de fêtes royales vers la fin de l'année 1444, que le roi joute pour sa belle lors d'un tournoi. Il affiche à cette occasion sa maîtresse officielle qui fait sensation en apparaissant le dernier jour revêtue « d'une armure d'argent incrustée de gemmes ».
Son art de vivre et ses extravagances rejettent la reine dans l’ombre. Les voiles et autres guimpes sont abandonnés. Elle invente le décolleté épaules nues[Quoi ?], qualifié de « ribaudise et dissolution » par quelques chroniqueurs religieux de l’époque. De vertigineuses pyramides surmontent sa coiffure. Des traînes allant jusqu’à huit mètres de long allongent ses robes bordées de fourrures précieuses : martre ou zibeline. Elle met à la mode chemises en toile fine, colliers de perles. Elle traite sa peau avec des onguents faisant office de peeling, une crème contre les rides tous les matins et des masques au miel pour la nuit. Elle se maquille avec un fard à base de farine et d'os de seiche pilés qui lui donne un teint d'albâtre très prisé à l'époque, se met du rouge à lèvres à base de pétales de coquelicots, ce qui est condamné par les prédicateurs du Moyen Âge. Elle se fait épiler les sourcils et les cheveux sur le haut du front, ce dernier étant devenu le pôle érotique du corps de la femme à cette époque. Il ne s'agit pas de la « mode florentine » pour se donner un front plus bombé, mais pour équilibrer ses traits car elle a de très grands yeux disproportionnés par rapport à son visage. Rien qu’en 1444, le roi lui offre vingt mille six cents écus de bijoux dont des diamants taillés dont elle est la première à parer sa coiffure si l'on en croit les chroniqueurs de l'époque.

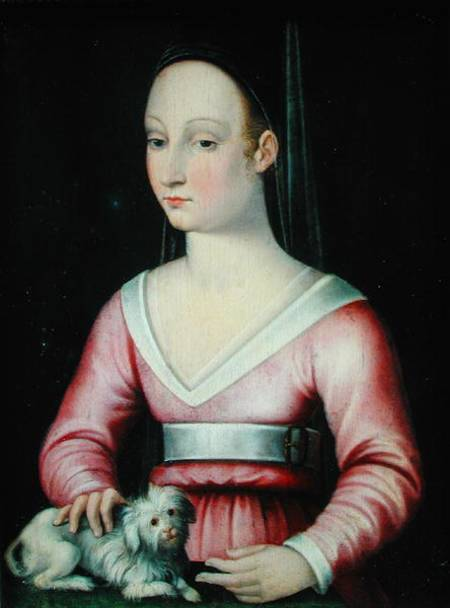
Portrait d'Agnès Sorel datant du XVIe siècle, musée des Beaux-Arts d'Angers.

Pour se procurer ces atours précieux, elle devient la meilleure cliente de Jacques Cœur, marchand international (qui importe du Levant des étoffes de luxe inédites en Europe en contrevenant aux prescriptions de l'Église) et  argentier du roi, qui a amassé des trésors dans son palais de Bourges. Elle consomme de grandes quantités d'étoffes précieuses et toutes les femmes de la cour l’imitent.
Agnès Sorel sait jouer de son influence auprès du roi. Elle lui impose ses amis ou s'acquiert la faveur des conseillers de la Couronne, qui voient en elle le moyen de s’assurer la bienveillance royale, tels Pierre de Brézé, Étienne Chevalier, Guillaume d'Estouteville, Guillaume Cousinot, Prigent VII de Coëtivy ou Jacques Cœur. C’est grâce à ces manœuvres que le roi, en l'espace de quelques mois, lui octroie les fiefs de Beauté (d’où le surnom bien connu de « Dame de Beauté »), Vernon, Issoudun, Roquesezière et lui offre le domaine de Loches. Elle y fait aménager le château qui surplombe la ville.
Le dauphin Louis, futur Louis XI, ne supporte pas la relation d’Agnès avec son père. Il estime que sa mère est bafouée et a de plus en plus de mal à l'accepter. Un jour il laisse éclater sa rancœur et poursuit, l’épée à la main, l’infortunée Agnès dans les pièces de la maison royale. Pour lui échapper, elle se réfugie dans le lit du roi. Charles VII, courroucé par tant d’impertinence, chasse son fils de la cour et l’envoie gouverner le Dauphiné.

## Vie avec le roi
Agnès Sorel a plusieurs enfants avec le roi. Elle dispose de plusieurs demeures où elle vit avec ses suivantes : à Razilly près de Chinon, dans sa résidence de Loches (le logis Royal de Loches), à Beaulieu la ville voisine de Loches où elle s'installe au château ouvert de Courcelles (Loiret), à Dames près de Mehun-sur-Yèvre. Croyante, elle fait régulièrement des pèlerinages et des offrandes à l'Église, favorisant les chanoines de Loches. Elle donne au roi trois filles , les « bâtardes de France » (puisque nées hors mariage), mais qu'il légitime et qu'il dote richement, par ordre de primogéniture :
- Marie de Valois qui épouse, en 1458, Olivier de Coëtivy, sire de Coëtivy et de Taillebourg et sénéchal de Guyenne ;
- Charlotte de Valois qui devient, en 1462, l’épouse de Jacques de Brézé, sénéchal de Normandie, et qui est assassinée par lui quelques années plus tard d'un coup d'épée entre les épaules pour avoir été surprise dans les bras de son amant à quelques pas du lit conjugal. Son fils, Louis de Brézé, épousera Diane de Poitiers ;
- Jeanne de Valois, née à Beauté-sur-Marne, que Louis XI marie à Antoine de Bueil, comte de Sancerre et chancelier du roi ;
- Une fille née prématurément le 3 février 1450 et morte le même jour au manoir du Mesnil près de Jumièges en Normandie.

Ces naissances font écrire aux moralistes Thomas Basin et Jean Jouvenel des Ursins qu’Agnès est responsable du réveil sensuel de Charles VII. Ils jugent sévèrement sa liberté de mœurs et l’accusent de faire de ce roi « chaste » un roi débauché, entièrement soumis à ses maîtresses.

## Mort

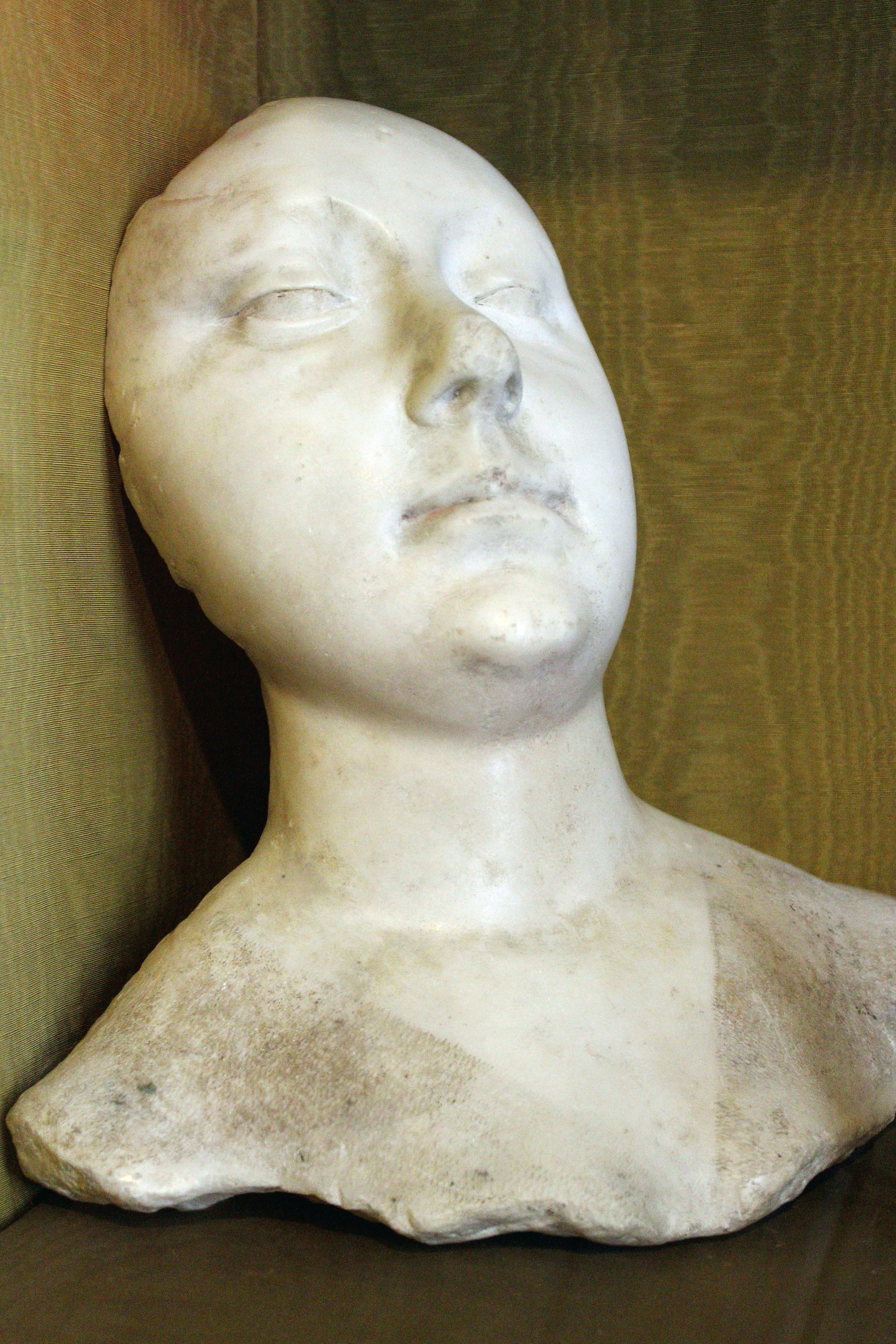
Sculpture de marbre blanc d’après le masque mortuaire d'Agnès Sorel conservé à l'hôtel Lallemant à Bourges.

Sitôt installée par Charles au manoir de la Vigne au Mesnil-sous-Jumièges près de Rouen, elle est soudainement prise d'un « flux de ventre » selon Jean Chartier, chroniqueur officiel de la cour, et meurt en quelques heures le 9 février 1450, recommandant son âme à Dieu et à la Vierge Marie et rappelant l’indulgence absolutoire in articulo mortis (à l’heure de la mort) accordée par le pape Nicolas V. Elle donne naissance à un enfant prématuré de sept mois, sa dernière fille, qui meurt rapidement après sa naissance,. Elle est âgée de vingt-huit ans à sa mort, et meurt officiellement d'une infection puerpérale. Elle a le temps de léguer ses biens à la collégiale de Loches pour que des messes y soient dites pour le repos de son âme, à l'abbaye de Jumièges où est déposé son cœur, ainsi qu'aux membres de sa famille et au roi à qui elle lègue ses bijoux.
Sa mort est si rapide qu'on soupçonne un empoisonnement. On accuse même Jacques Cœur, désigné comme exécuteur testamentaire, de l'avoir fait assassiner, mais c'est l'un des rares chefs d'inculpation dont il est lavé lors de son procès peu après la mort d'Agnès. Les soupçons se portent alors, et jusqu'au XXIe siècle, sur le dauphin, futur Louis XI, ennemi du parti qu’elle soutenait.
L'analyse des restes de son cadavre, à l'occasion de l'ultime déplacement de son gisant dans l'église Saint-Ours de Loches, programmé en juin 2004 pour des raisons muséographiques par le conseil général d'Indre-et-Loire, a révélé qu'elle était atteinte d'ascaridiose, son tube digestif étant infesté d’œufs d'ascaris ; et qu'elle avait absorbé une dose massive de sels de mercure, une purge utilisée à moindre dose en association avec la fougère mâle pour bloquer la croissance des parasites,. Le mercure était aussi utilisé pour les accouchements longs et difficiles et pour les suites d'accouchement, mais là encore à dose nettement réduite par rapport à ce qui a été trouvé lors de ces récentes analyses. C'est l'ingestion d'une dose excessive de ce métal lourd qui a entraîné le syndrome dysentérique puis la mort en moins de 72 heures. Le mercure était alors administré sous forme liquide, dans des pilules de mie de pain pour prévenir les brûlures d'estomac. Cependant, la quantité de mercure détectée dans un poil de l'aisselle s'est révélée dix mille à cent mille fois supérieure à celle attendue de l'absorption de doses thérapeutiques, et il est difficile de croire à une erreur médicale. Le suicide est une hypothèse mais celle de l'empoisonnement de cette jeune mère vulnérable qui se relève de couches est nettement plus plausible.
Le premier coupable désigné est Jacques Cœur ; mais les motifs manquent pour justifier cette hypothèse, et il n'est pas retenu comme auteur de ce crime — d'autant qu'Agnès, qui l'avait présenté au roi en premier lieu, soutenait son commerce auprès du roi.
Son médecin Robert Poitevin, qui était aussi un de ses trois exécuteurs testamentaires, était le mieux placé pour administrer le poison mais manquait lui aussi de motif. Il est par contre très possible qu'il ait reconnu les symptômes d'empoisonnement mais se soit tu, faute de pouvoir y remédier et, autre bonne raison, de peur d'y perdre sa place voire sa vie au vu de l'importance sociale du possible coupable. 
Car un autre suspect plus sérieux est le futur Louis XI, qui détestait Agnès pour avoir si bien fait oublier la reine sa mère dans la vie du roi, et a bien pu vouloir priver son père du soutien d'Agnès. C'est l'avis du chroniqueur contemporain Jacques du Clercq et de Monstrelet. 
Il y a aussi la cousine germaine d'Agnès, Antoinette de Maignelais qui, trois mois après la mort d'Agnès Sorel, prenait sa place dans le lit du roi ; le roi la mariera rapidement, en 1450, à André de Villequier, un de ses chambellans, et, peu après, Antoinette recevait la seigneurie d'Issoudun. Elle avait donc le double motif de jalousie et de cupidité.

## Sépulture

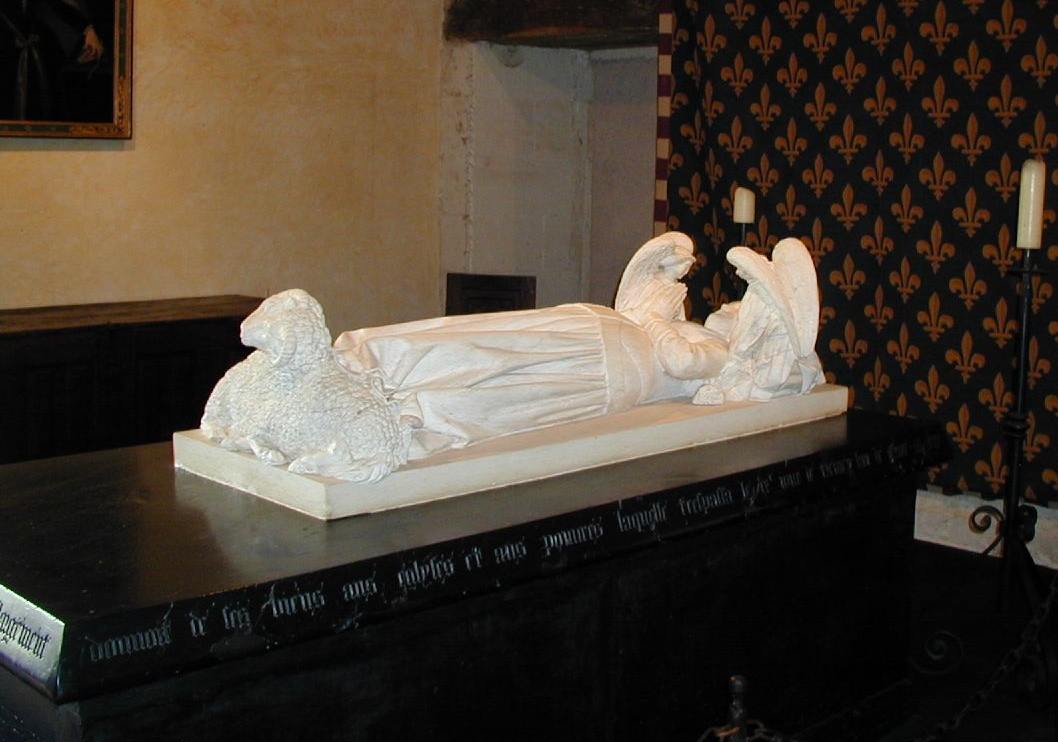
Le tombeau d'Agnès Sorel au château de Loches (avant 2005).

Éploré, le roi commande deux magnifiques tombeaux de marbre, l’un se trouve à Jumièges en Seine-Maritime et contient son cœur, l’autre est à Loches, dans le chœur de l'église Saint-Ours de Loches (à l'époque collégiale Saint-Ours de Loches), et son corps y repose avec la légende: 

« Cy gist noble damoyselle Agnès Seurelle en son vivant dame de Beaulté, de Roquesserière, d'Issouldun et de Vernon-sur-Seine piteuse envers toutes les gens et qui largement donnoit de ses biens aux eglyses et aux pauvres laquelle trespassa le IXe jour de février l'an de grâce MCCCCXLIX, priies Dieu pour lame delle. Amen  »

Les chanoines de Loches, connaissant les sentiments de haine de l'ancien dauphin envers Agnès, s'enquirent, quelques mois après la mort de Charles VII et le couronnement de son héritier, de savoir s'ils pouvaient déplacer son encombrant tombeau de la collégiale. Le roi Louis XI répondit alors, non en ancien rival, mais en roi de justice. Il dit que le déplacement pouvait assurément se faire, et ajouta avec fermeté, en prenant à partie son entourage : « Mais il leur faut rendre ce qu'elle leur a donné ». À la suite de cet avis à valeur de jugement moral, on ne surprit plus les riches chanoines de Loches à proposer de se débarrasser du tombeau de l'ancienne favorite. Ce tombeau est déplacé dans la nef en 1777 sur ordre de Louis XVI qu'on avait persuadé que sa masse gênait les services religieux.
En 1794, après que son tombeau porté au-dehors eut été saccagé par les « volontaires » de l'Indre croyant que son gisant est celui d'une sainte, ses restes composés uniquement de dents, de chevelure et d'une tête sont mis dans une urne et déposés dans l'ancien cimetière du chapitre. En 1795 (le 21 prairial an III), un soldat rouvre l'urne, dérobe des dents et cheveux. En 1801, le vase funéraire est retrouvé et remis dans le tombeau restauré en 1806 par le préfet Pomereul qui décide sa mise en place dans la tourelle ou Logis royal. On l'a déplacé en 1970 dans une autre salle du château. Le 2 avril 2005, le tombeau d'Agnès Sorel a réintégré l'église Saint-Ours de Loches.

## Représentations d'Agnès Sorel
Les cheveux d'Agnès Sorel étaient blond cendré et elle avait une peau très claire. Certains de ses contemporains disent qu'entre les belles c'était la plus belle du monde. Suivant la mode de l'époque, elle portait de profonds décolletés qui laissaient apercevoir le galbe de sa poitrine. Elle avait également un grand front qu'elle épilait à l'occasion ainsi que les lèvres soulignées de rouge comme l'exigeaient les critères de beauté de l'époque. Agnès prenait régulièrement des bains de lait d'ânesse afin de préserver la beauté de son teint clair. Les contrastes étant de mode, il fallait avoir un teint très clair, les cheveux soit brun très foncé soit blond très clair et avoir les lèvres bien rouges, ceci faisant d'elle une parfaite beauté.

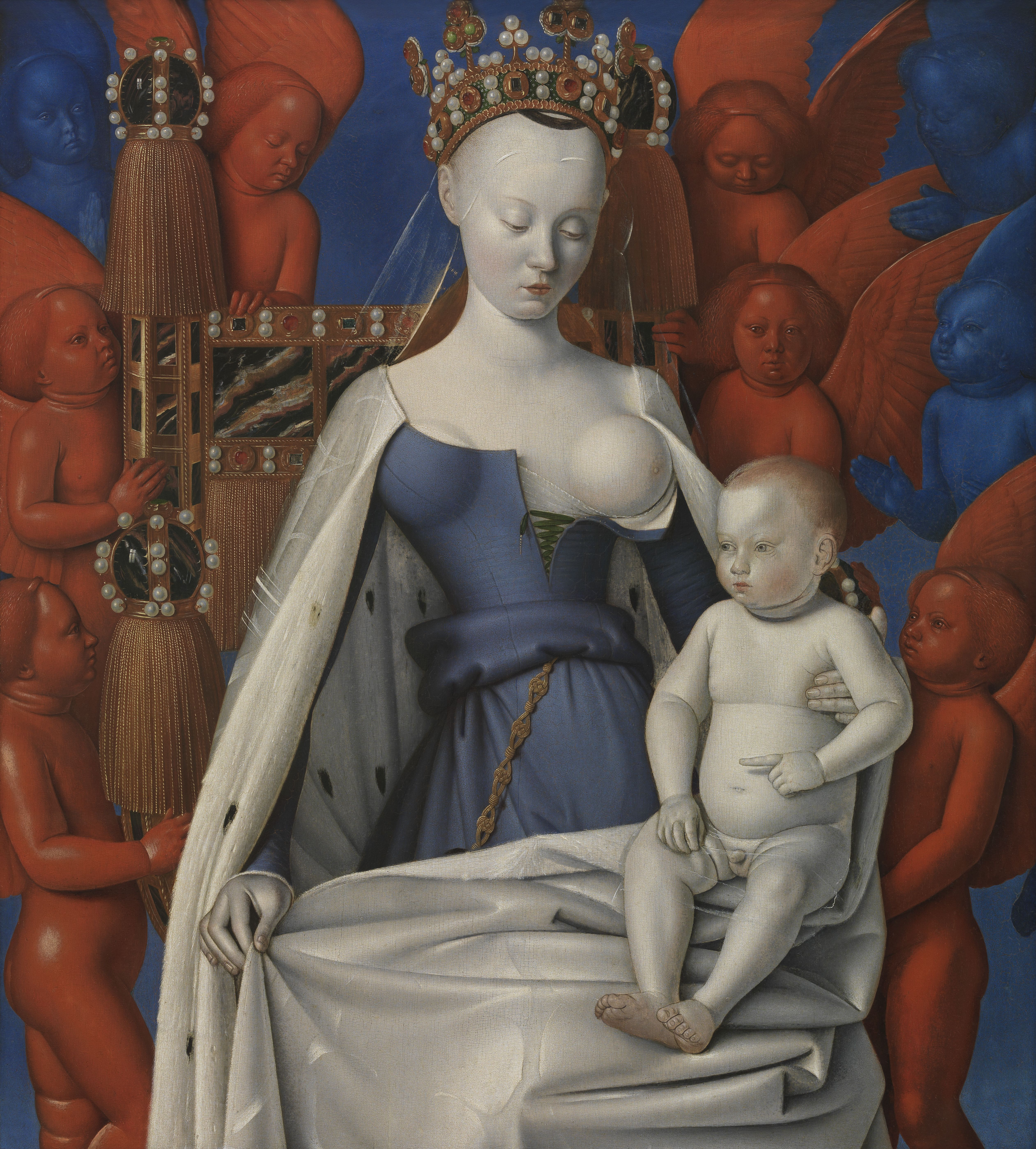
La Vierge allaitante en manteau d'hermine représentée sous les traits d'Agnès Sorel, Musée royal des Beaux-Arts d'Anvers.

Les représentations qui restent d'Agnès Sorel sont :
- La Vierge à l'enfant entourée d'anges de Jean Fouquet (partie droite du diptyque de Melun, conservé autrefois à la collégiale Notre-Dame de Melun) et maintenant au musée royal des Beaux-Arts d'Anvers. Agnès Sorel est vraisemblablement le modèle de cette Vierge Marie couronnée. Elle est représentée avec une petite bouche, un front haut et avec un sein découvert.
- son gisant : attribuée au sculpteur Jacques Morel, la statue a été restaurée en 1807. À cette occasion, la tête et les mains ont été remplacées (voir Tombeau d'Agnès Sorel).

Les habitants de Loches et de Beaulieu-lès-Loches, deux villes alors rivales, se faisant face sur chaque rive de l'Indre, mais loin des intrigues de cour ont gardé longtemps le souvenir de sa grande popularité. Son pouvoir de séduction légendaire est né de ce souvenir populaire, amplifié par l'art de Touraine.
Depuis deux siècles, l'hôtel Lallemant de Bourges, construit par les frères Jean Lallemant au début du XVIe siècle, maintenant Musée des Arts Décoratifs, possède une mèche de cheveux bruns attribuée à Agnès Sorel, qui était blonde. L'étude effectuée en 2004-2005 sur les restes de la favorite du tombeau de Loches a permis d'authentifier la mèche de cheveux de Bourges. La couleur actuelle serait le résultat naturel du passage des siècles.

## Littérature
- Jeanne Bourin, La Dame de beauté, Le Livre de poche (no 6341), Paris, 1990  (ISBN 978-2-253-04169-6)
- Luc Portier et Henri Bontemps (préface du docteur Philippe Charlier), Qui a tué Agnès Sorel ?, Pavillon noir, Orléans, 2010  (ISBN 978-2-917843-04-8)
- Carlos Alvarado Larroucau, « Agnès Sorel », dans Je suis aussi…, Préface de Dominique Barbéris, Paris, L'Harmattan, Coll. « Poètes des cinq continents » 2009  (ISBN 978-2-296-10789-2)
- René Maury (avant-propos de SAR le comte de Paris), Agnès Sorel assassinée, Paris, L'Harmattan, coll. « roman historique », 2007, 144 p., 22 cm (ISBN 9782296035317, BNF 41060221, présentation en ligne)
- Jean-Christophe Rufin, Le Grand Cœur, Paris, Gallimard, 2012, 497 p. (ISBN 978-2-07-011942-4, présentation en ligne).

## Documentaire
L'émission Secrets d'Histoire intitulée Agnès Sorel, première des favorites, lui est consacrée.
Le documentaire montre notamment comment elle a influencé la mode vestimentaire, ainsi que le rôle politique qu’elle a joué, en favorisant la carrière d'hommes politiques comme Jacques Cœur et en poussant le roi Charles VII à achever la reconquête du royaume sur les Anglais,.
Un autre documentaire est consacré quant à lui aux circonstances de sa mort l'affaire Agnès S . Diffusé en 2006, par France 3, ce documentaire fait suite aux découvertes en avril 2004 du Professeur Philippe Charlier, paléopathologiste, qui étudie les restes d'Agnès Sorel, et découvre les traces d'un empoisonnement au mercure.